# 山田季治
山田 季治（やまだ すえはる/すえじ、嘉永元年（1848年）11月7日 - 大正5年（1916年）12月3日）は、鳥取藩士、明治期の教育者、『ジャパンタイムズ』創刊者・初代社長。幼名は徳之助。

## 経歴
現在の鳥取県家高郡谷村にて生まれる。父・土岐鍋吉は福沢諭吉の妻・福沢錦の実父である中津藩定府・土岐太郎八の弟にあたる。はじめ、松口儀助の養子となったが、父が家出して失踪したため松口家が無くなり一時一家を土岐太郎八に引き取ってもらう。その後、鳥取藩御蔵番・山田忠右衛門の養子となり、元服と同時に季治と名乗る。20歳で鳥取藩御蔵番となる。
明治維新後、上京して慶應義塾に入塾。卒業後の明治6年（1873年）に潮津小学校（現・青谷小学校）初代校長、明治10年（1877年）愛知県立中学校（のちの愛知一中、現在の愛知県立旭丘高等学校）の舎長に就任。そこから明治20年（1887年）に日本郵船に入社し、北海道支店長となる。
この頃、幕末開国時代に結ばれた不平等条約を改正して、正しい国際関係を樹立し、日本の独立と権戚を保たなければならないという気運が、国民の間で高まっていたが、これに着目した山田は、日本の情報を海外へ伝える日本初となる英字新聞『ジャパンタイムズ』の創刊構想を発表。資金は、伊藤博文の同意の下、日本郵船や横浜正金銀行から得て、福沢諭吉から『時事新報社』の印刷機械三台を4千5百円で売り渡してもらい、代金は貸金とした。
明治30年3月22日に『ジャパンタイムズ』を創刊し、初代社長に就任。最初の社屋は麴町区内幸町一丁目に置かれた。頭本元貞ら有能な記者を入れて明治時代のジャーナリズムを牽引。しばしば小村寿太郎などが投稿を寄せた。